# SIG SK 46
Il SIG SK 46 è una carabina sperimentale realizzata dalla SIG nel 1940.

## Sviluppo
Lo sviluppo dell'arma venne commissionato dall'esercito elvetico per adeguarsi agli eserciti di tutto il mondo che si stavano armando con nuove armi semiautomatiche e automatiche. Ciò portò alla creazione della carabina SK 46. Ne vennero realizzati solo 18 esemplari in due calibri differenti.

## Tecnica
Come munizioni, la carabina impiegava proiettili 7.5x55 Swiss o 8x57J, i quali erano immagazzinati in caricatori da cinque o sei colpi. Per il raffreddamento vennero creati dei fori nel legno della copertura esterna. Erano inoltre presenti degli agganci per il montaggio di un'ottica di precisione.

## Impiego
Dopo diversi test condotti dall'alto comando svizzero, l'arma non venne approvata per la produzione di massa a causa della complicata procedura di pulitura delle sue componenti e per il ridotto numero di munizioni che poteva trasportare ogni caricatore.